# Benedikt Löwe

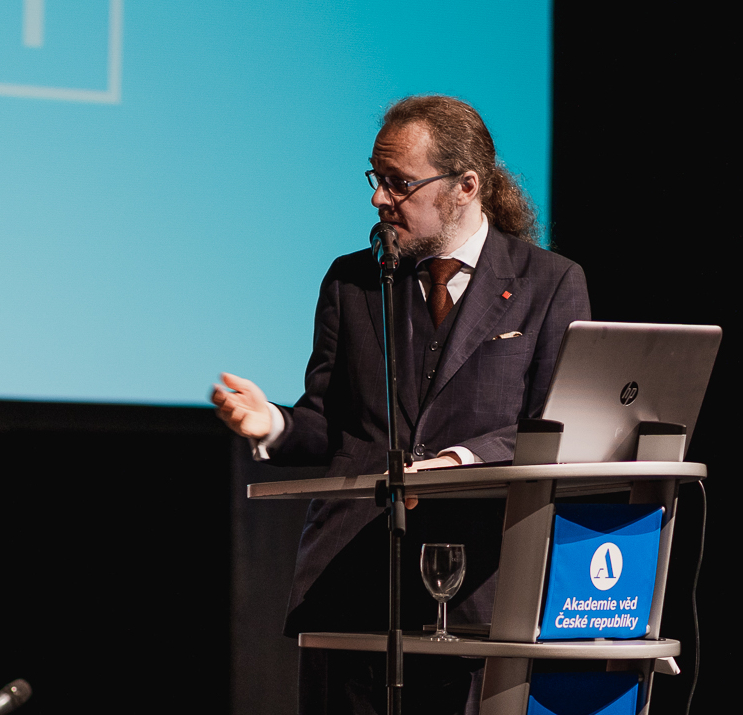
Benedikt Löwe in Prag, August 2019

Benedikt Löwe (* 18. April 1972 in Hamburg) ist ein deutscher Logiker und Mathematiker. Er ist derzeit an den Universitäten in Amsterdam, Hamburg und Cambridge tätig. An der Universität Hamburg ist er Professor für Mathematische Logik und interdisziplinäre Anwendungen der Logik.

## Leben
Löwe studierte an der Universität in seiner Geburtsstadt Hamburg und erlangte dort einen Abschluss in Mathematik und Philosophie. Danach setzte er seine Studien in Tübingen, Berlin und Berkeley fort. Er wurde 2001 an der Humboldt-Universität zu Berlin mit einer Dissertation über Spieltheorie (Blackwell determinacy) promoviert. Anschließend arbeitete er als Wissenschaftlicher Assistent an der Universität Bonn, wo er sich 2004 habilitierte und bis 2011 als Privatdozent lehrte. Ab 2005 war er auch als Privatdozent an der Universität Hamburg tätig, wo er 2009 Professor wurde. Außerdem lehrte er von 2003 bis 2012 als „Universitair Docent“ und von 2012 bis 2023 als „Universitair Hoofddocent“ an der Universität Amsterdam.
Löwe war von 2015 bis 2023 Generalsekretär der Division für Logik, Methodologie und Wissenschaftstheorie der Internationalen Vereinigung für Wissenschaftsgeschichte und -theorie und von 2012 bis 2022 der Vorsitzende der Deutschen Vereinigung für mathematische Logik und für Grundlagenforschung der exakten Wissenschaften.
2023 wurde Löwe zum Mitglied der Academia Europaea und der Akademie der Wissenschaften in Hamburg gewählt.